# Petarasita
La petarasita és un mineral de la classe dels silicats. Va rebre el nom en honor del doctor Peter Tarassoff (11 d'abril de 1934), considerat com el "degà" dels col·leccionistes de minerals del Mont Saint-Hilaire.

## Característiques
La petarasita és un silicat de fórmula química Na₅Zr₂(Si₆O₁₈)(Cl,OH)·2H₂O. Cristal·litza en el sistema monoclínic. La seva duresa a l'escala de Mohs es troba entre 5 i 5,5.
Segons la classificació de Nickel-Strunz, la petarasita pertany a «09.CJ - Ciclosilicats amb enllaços senzills de 6 [Si₆O18]12- (sechser-Einfachringe), sense anions complexos aïllats» juntament amb els següents minerals: bazzita, beril, indialita, stoppaniïta, cordierita, sekaninaïta, combeïta, imandrita, kazakovita, koashvita, lovozerita, tisinalita, zirsinalita, litvinskita, kapustinita, baratovita, katayamalita, aleksandrovita, dioptasa, kostylevita, gerenita-(Y), odintsovita, mathewrogersita i pezzottaïta.

## Formació i jaciments
Va ser descoberta a la pedrera Poudrette, situada al mont Saint-Hilaire, dins el municipi regional de comtat de La Vallée-du-Richelieu, a Montérégie (Quebec, Canadà). També ha estat descrita als Estats Units, Rússia, Noruega i Portugal.